# Vrijschrift.org
De stichting Vrijschrift.org werkt aan bewustwording van de economische en maatschappelijke betekenis van vrije kennis en cultuur voor de samenleving. Een goed voorbeeld van vrije kennis zijn de gecopylefte informatie waarmee Wikipedia gevuld is en de boeken bij Project Gutenberg die in het publiek domein vallen.
Vrijschrift heeft een beschermende en bevorderende rol en verzet zich tegen misbruik van het auteurs- en octrooirecht. Internationaal werkt Vrijschrift samen met de Foundation for a Free Information Infrastructure, de Free Software Foundation Europe, Project Gutenberg en vele andere organisaties.

## Projecten
- Vrijschrift is vooral bekend geworden door de politieke strijd tegen softwarepatenten in Den Haag en Brussel. Vrijschrift heeft daarbij een sleutelrol gespeeld binnen de FFII.
- Vrijschrift is voorstander van vrije schoolboeken.
- Samen met FFII is er weerstand geboden aan de Brusselse 'Intellectual Property Rights Enforcement Directive' of 'IPRED'.
- Vrijschrift speelt een rol bij de uitvoering van het Nederlandse deel van het OpenStreetMap-project.
- Binnen de NEN-commissie die onder andere over OOXML gaat heeft Vrijschrift een zetel samen met Microsoft, ISOC en enkele andere belangengroepen.
- Het internationale 'Translation Project'[1] is bedoeld om activiteiten van ontwikkelaars en vertalers van vrije software te coördineren en wordt gehost door Vrijschrift.
- Vrijschrift is sinds 27 oktober 2008 lid van European Digital Rights[2] om beter op te kunnen komen voor digitale burgerrechten.

## Geschiedenis
Vrijschrift is informeel in 1998 ontstaan uit onvrede omdat het gedachtegoed van de Free Software Foundation niet uitgedragen werd. In de optiek van Vrijschrift is vrije software meer dan alleen een ander zakelijk model. Zonder het achterliggende idealisme is er immers minder of zelfs geen vrije software (net zoals veel bijdragen aan Wikipedia een idealistische oorsprong hebben). Ook heeft de term vrije software bij Vrijschrift de voorkeur boven opensource-software omdat het om veel meer gaat dan alleen vrij toegankelijke broncode bij software.
In 2001 wordt het plan opgevat om een mirror op te zetten voor Project Gutenberg. XS4ALL is enthousiast en wil een server sponsoren (en doet dat nog steeds voor het dataverkeer). Later blijkt dit een riskante operatie omdat op die Nederlandse server werken zouden komen te staan waarvan het auteursrecht in Europa en Nederland nog niet verlopen is.
Tegelijkertijd groeien de zorgen over de Brusselse softwarepatentenrichtlijn en wordt er met man en macht gewerkt om de richtlijn in goede banen te leiden.
In 2003 wordt de stichting Vrijschrift.org officieel opgericht door Wiebe van der Worp. Als stichting kenmerkt Vrijschrift zich als een kleine maar sterke organisatie die politiek en financieel onafhankelijk is en zowel technisch als juridisch expertise heeft.
Nadat de softwarepatentenrichtlijn in 2005 van de tafel geveegd wordt door het Europees Parlement ontstaat er ruimte om andere activiteiten te ontplooien zoals deelname aan de NEN-commissie die OOXML behandelde en aandacht voor IPRED en ACTA.
Vanaf de allereerste gedachten over Vrijschrift speelt het concept van vrije schoolboeken al een rol. Een internationale coalitie met onder andere de Free Software Foundation Europe tracht het concept internationaal op te schalen. De Europese Commissie ziet in 2003 af van subsidie en vele pogingen daarna in Den Haag draaien uit op een mislukking. In 2008 - precies 10 jaar na het bedenken van het concept - keert het tij: een grote Kamermeerderheid is enthousiast over vrije schoolboeken en minister Plasterk introduceert Wikiwijs.